# Inmortalidad (CSI: Las Vegas)
Inmortalidad es una película para televisión del 2015 que se emitió como capítulo final de la serie CSI: Las Vegas. Se emitió el 27 de septiembre de 2015 en la cadena estadounidense CBS, alcanzando los 12 millones de espectadores.

## Creación

### Concepto y desarrollo
El 13 de mayo de 2015, CBS anunció que CSI: Las Vegas había sido cancelado después de quince temporadas. En lugar de una temporada 16, se decidió hacer un largometraje para televisión, con dos episodios de 44 minutos cada uno.

### Producción
La filmación para el reparto principal comenzó el 29 de julio de 2015, y la producción el 21 de agosto de 2015. La película fue filmada como dos episodios bajo los títulos Inmortalidad Parte I e Inmortalidad Parte II, respectivamente. Los códigos de producción de los episodios son 1601 y 1602.

### Casting
Durante 2015 la CBS, Upfront, Les Moonves y Nina Tassler anunciaron que los actores Marg Helgenberger y William Petersen estarían retomando su papel de Catherine Willows y Gil Grissom, respectivamente. Ted Danson, que ha protagonizado la serie desde el comienzo de la duodécima temporada, también retomará su papel.
El 24 de julio de 2015, se confirmó que tanto George Eads, que interpretó a Nick Stokes durante quince temporadas, y Elisabeth Shue, que interpretó el papel principal de Julie Finlay durante cuatro temporadas, se habían negado a volver. Elisabeth Harnois, Jorja Fox, Eric Szmanda, Robert David Hall, Wallace Langham, David Berman y Jon Wellner, repetirían sus papeles, al igual que el expolicía Paul Guilfoyle, y la estrella invitada Melinda Clarke, quien apareció como Lady Heather Kessler, una vieja amiga de Grissom.
Katie Stevens fue elegida como Lindsey Willows, hija de Catherine, un CSI de nivel 1. Marc Vann también regresará como sheriff Conrad Ecklie, al igual que Larry Mitchell como el agente Mitchell.

## Elenco Principal
- William Petersen como Gil Grissom; Antiguo jefe del turno de noche que volverá para ayudar en un caso.
- Marg Helgenberger como Catherine Willows; Una agente especial del FBI asignada para encabezar la investigación federal relacionada con el caso.
- Ted Danson como D.B. Russell; Jefe del turno de noche.
- Jorja Fox como Sara Sidle; CSI a cargo de la investigación y exesposa de Grissom.
- Eric Szmanda como Greg Sanders; Especialista en ADN y CSI senior.
- Robert David Hall como Al Robbins; Jefe médico forense del Condado de Clark.
- Paul Guilfoyle como Jim Brass; Capitán de policía de las Vegas que vuelve para ayudar en la investigación.
- Wallace Langham como David Hodges; Técnico del laboratorio de Las Vegas.
- David Berman como David Phillips; Asistente del médico forense, trabaja para Robbins.
- Elisabeth Harnois como Morgan Brody; CSI e hija del sheriff de Las Vegas.
- Jon Wellner como Henry Andrews; técnico de ADN del laboratorio de Las Vegas.

## Elenco secundario
- Katie Stevens como Lindsey Willows; La hija de Catherine, un aprendiz CSI Nivel 1 recientemente contratado en el equipo de Russell.
- Marc Vann como Conrad Ecklie; Sheriff del Condado de Clark y padre de Morgan Brody.
- Melinda Clarke como Heather Kessler; Una dominatrix convertida en terapeuta sexual, vieja amiga de Grissom.
- Michael Beach como el agente Scinta; Un agente de la patrulla del puerto que trabaja para el Departamento de Policía de San Diego.
- Ariana Devitta como Helena
- Morgan Bastin como Maria
- Kyle Newacheck como un paramédico
- Rick Kelly como Mr. Karmimi
- Alexandra Barreto como Romina Gonzalez
- Yasmine Aker como Aisha Karmimi
- Breeda Wool como Rebecca O’Bryan
- Paul Bartholomew como un padre
- Jason Gerhardt como Anthony Hurst; Un técnico en bombas de Las Vegas.
- Doug Hutchison como Dalton Betton
- Andrew Friedman como Preston Schember
- Roxy Wood como Andre Winnyton
- Gregg Turkington como Lawrence Territo
- Gabriel Cordell como Marlow Rooney
- Larry Mitchell como el agente Mitchell; Un veterano policía de Las Vegas que ayuda a los CSI.

## Argumento
Cuando un atacante suicida detona su chaleco en el piso del casino Eclipse propiedad de Catherine Willows, la agente especial del FBI regresa de Los Ángeles con el fin de realizar la investigación. Gil Grissom, por su parte, que trabaja para preservar los tiburones en aguas internacionales, es arrestado por entrar ilegalmente en el puerto de San Diego, y DB Russell ofrece a Sara Sidle la oportunidad de supervisar la investigación local en la explosión. Sidle, que está compitiendo por la posición de Director del Laboratorio de Las Vegas, está inicialmente irritada cuando el sheriff Conrad Ecklie indaga en cuanto a la ubicación de Grissom y Lady Heather Kessler está vinculado con el crimen. Ecklie pone a Grissom en libertad, y él y Willows, junto al oficial de seguridad del Eclipse Jim Brass, ayuda a localizar al sospechoso de esta explosión.
A medida que el trabajo en equipo para restaurar la seguridad a las calles de Las Vegas, DB decide que es hora de "Cambiar de Norte" y buscar nuevos desafíos, mientras que él coloca una placa dedicada a la memoria de Julie Finlay, junto a sus pertenencias personales. Catherine expresa un interés en abandonar el FBI y trabajar junto a su hija Lindsey en el Laboratorio de Las Vegas, y señaló que, en caso de que Sara rechace el ascenso que se le ofrece, Catherine lo aceptará en lugar de su excolega. La serie termina con Sara recién ascendido, al escuchar una grabación de Grissom confesando su amor por ella, navegando desde el puerto de San Diego.
Hay informes que indican que Sara renuncia y Catherine se haría cargo de su puesto como director del laboratorio, pero esas escenas fueron cortadas desde el episodio emitido.